# Topmodell (chương trình truyền hình Hungary)
Topmodell là chương trình truyền hình của Hungary được dựa trên America's Next Top Model của Tyra Banks. Vámosi Viktória là host của chương trình nhưng đã rời đi vào chung kết do chênh lệch với các nhả sản xuất nên cô được thay thế bởi Epres Panni vào đêm chung kết. Chương trình được chiếu trên Viasat 3 vào 2 tháng 10 năm 2006 tới 22 tháng 12 năm 2006.
Vào tháng 6 năm 2023, TV2 đã thông báo rằng mùa giải mới mang tên Next Topmodel Hungary sẽ dự kiến công chiếu vào 2024. Với Ördög Nóra sẽ là host mới của chương trình cùng với bốn giám khảo mới: doanh nhân Tomán Szabina, nhiếp ảnh gia thời trang Tombor Zoltán, nhà thiết kế thời trang Merő Péter và người mẫu thời trang Axente Vanessa.

## Mùa
| Mùa | Phát sóng           | Quán quân     | Á quân            | Các thí sinh theo thứ tự bị loại | Tổng số thí sinh | Điểm đến quốc tế                        |
| --- | ------------------- | ------------- | ----------------- | --- | ---------------- | --------------------------------------- |
| 1   | 2 tháng 10 năm 2006 | Nagy Réka     | Rónaszéki Anna    | Nagy Mónika, Fentős Annamária, Matykó Xénia, Iszak Eszter, Gombár Anita, Elekes Kata, Kulcsár Angéla, Ambrus Titanilla, Tóth Fruzsina, Lattmann Judit, Papp Valentina                                           | 13               | Frankfurt Johannesburg Cape Town Maputo |
| 2   | 17 tháng 3 năm 2024 | Mészáros Lili | Czibolya Nikolett | Polgári Léda, Kórik Laura & Kapusi Vanessza, Alföldy Anna, Naledi Ncube, Keveházi Lili, Szaniszló Kitti, Moritz Anastasia & Baranyi Panna, Csordás Cintia, Papp Gabi & Jávori Lili, Kouyaté Hawa, Vidéki Vivien | 16               | Tenerife Tyrol                          |